# RPG福袋
RPG福袋（アールピージーふくぶくろ）とは、ホビージャパンが発売していたテーブルトークRPGのオムニバス作品集。ここではその後継であるエンターブレインの『TRPGスーパーセッション大饗宴』についても併せて解説する。

## 概要
「ルールがデータが多くて覚えるのが大変」「1回のプレイにかかる時間が長い」「プレイ当日までに事前準備が必要である」など、面倒でハードルが高いという印象があるテーブルトークRPGの市場に風穴を開ける意図で作られた製品。
「手軽に遊べるミニゲーム」を6作品纏めて1冊にした本で、それぞれのゲームは1回のプレイが1 - 2時間で終えられるものがほとんど。ルールも単純で、シナリオ作成などの事前準備も手間がかからないものも多い。
ルールやデータのほかに遊び方を紹介するリプレイも各ゲームごとに収録されている。
収録されているゲームは、アニメや漫画の特定のジャンルを再現した二次創作的なノリを持つものが中心。これは「ゲームの雰囲気の説明に長い時間をとらなくてすむように」というコンセプトからだと思われる。システムに関しては「バカゲー」のような一発ネタのものが多いが、中にはかなり本格的なものも存在する。
ホビージャパンより『RPG福袋 '93』『RPG福袋 '94』『RPG福袋 '96』の3冊が販売され、後にエンターブレインから『福袋』のコンセプトを強く受け継ぐ製品『TRPGスーパーセッション大饗宴』が発売された。

## RPG福袋 '93

### 書誌情報
RPG福袋 '93 RPGアンソロジー
著者：山北篤 / 松本富之 / 高平鳴海 ほか
出版：ホビージャパン
価格：定価1,800円（本体1,748円）
発行年：1993年9月29日
ISBN：ISBN 4-89425-001-2
判形：変形A4書籍 (127p)

### 収録ゲーム
魔女っ子 ダイスレス ロールプレイング
魔法少女ものをテーマにしたTRPG。作者は山北篤。
プレイヤーは、ヒロインの魔法少女ではなく、ヒロインを取り巻く友人やマスコットキャラを演じる。NPCであるヒロインを、自身の行動やヒロインへの影響力を通して誘導し、自分のイメージした物語を実現することが目的となる。タイトルの通りダイスは使わずに、GMを「いかに言いくるめられるか」で行為の成否が決定される。
唯一ダイスを使う、多岐に渡る項目をもつ魔法少女ヒロイン決定チャートが圧巻で、変なヒロインができあがりやすいのが特徴。正統派魔法少女ものというよりも、ノリと勢いで暴走する電波系魔法少女ものになりやすい。
タイトルは『アンバー・ダイスレス・ロールプレイング』(ロジャー・ゼラズニイの「真世界アンバー」シリーズをテーマにした米国のRPG）のパロディ。
-聖戦士RPG- プラネットナイツ
『聖闘士星矢』のようないわゆる「ヨロイもの」のアニメを再現するゲーム。作者は原田有里子。なお表題となっているプラネットナイツとは聖闘士星矢における黄金聖闘士にあたる存在であり、実際にプレイヤーが演じるのはコメットナイツである。
戦闘におけるヴィジュアル的な要素が重視されており、プレイヤーキャラクター(PC)が傷つくさまや必殺技を打ったときの見た目などがシステムに組み込まれている。特徴的なのは、能力値の一つとして設定されている「美形度」で、美形度の高いキャラクターは、設定上の主人公よりも優先して場の主役となる権利が与えられる。
もう一つ特徴的なのは「PCは絶対死なない」であり、どのような強敵相手でも必ず勝てるシステムである。ただし回復するまで長々と敵の主義主張や裏事情を聞かされる羽目となる（悪く言えばゲームマスターの負担が大きい）。
-ホラームービーRPG- 死霊のお中元
海外製のB級ホラー映画を再現するTRPG。作者は原田有里子。
「恐怖ポイント」と「気合ポイント」という数値が設定されている。気合ポイントはいわゆるヒーローポイントとして機能するが、シナリオ開始時点では0のまま。B級映画にありがちな行動を取ることで、恐怖ポイントが気合ポイントに変換され、後半の展開が有利となる。それゆえ“人死にが出ている中でのんきにシャワーを浴びる”、“仲間を疑って「こんな奴らと一緒に寝られるか!」と一人で部屋に篭る”などといったお約束の応酬を楽しむゲームでもある。
なおPCにはスターシステムが導入されているため、死亡しても同じキャラクターで次回のプレイに参加できる。
-特撮戦隊RPG- 英雄戦隊セイギマン
戦隊ヒーローものを再現するTRPG。作者は山北篤。
各キャラクターには「怒りポイント」が設定され、プレイ中に悪に対する怒りをロールプレイすることで怒りポイントが増加する。変身すると、怒りポイントの現在値がすべての能力値へのプラス修正となるため、“変身すると格段にパワーアップする”“ストーリーの前半で変身するのは負けパターン”というヒーローもののお約束が自然に再現される。なお怒りポイントは最初に怒りを表したPCが多めにもらえるため怒りポイントを溜めた量によって、レッドでなくとも「今回の主役」にはなれると言うデザインコンセプトがある。
U.F.S. ウルトラファイター物語
怪獣と戦うウルトラシリーズのような巨大変身ヒーローを再現するTRPG。作者は松本富之。
プレイヤーキャラクターは全員防衛隊員で、その一人が巨大ヒーローに変身するのだが、敵（怪獣や宇宙人）には「対人ヒットポイント」と「対ヒーローヒットポイント」がそれぞれ存在し、両方をゼロにしないと倒せない。それゆえ他の防衛隊員の協力がなければ敵を倒せないシステムになっている。
変身に必要なポイントは防衛隊員の活躍により与えられる。一人では溜めきれないため、変身するキャラクター以外も頑張る必要がある。
また、6面サイコロを一個ずつ振り、出目の合計が目標値（1000前後）になった時点でリアルタイムに発明品が完成、プレイに投入できるという「発明ルール」もユニーク。
超☆少年時代
いわゆる「すこし・ふしぎ」系の日常ファンタジーを再現するTRPG。作者は藤浪智之、吉森真吾。
コンセプトとしては藤子不二雄作品とその傍系の雰囲気を再現するTRPGということなのだが、作者の趣味により実際にはエブリデイ・マジック全般を扱うゲームになっている。キャラクターたちが住む町はボードとして用意されており、この上にプレイヤーキャラクターと、不思議な力を持つ「居候」が配置される。プレイヤーは、独自の行動パターンに従って街を徘徊する「居候」をうまく利用しながら、街で起きた珍事件の解決を目指すことになる。

## RPG福袋 '94

### 書誌情報
RPG福袋 '94 RPGアンソロジー
著者：山北篤 ほか
出版：ホビージャパン
価格：定価1,800円（本体1,748円）
発行年：1994年9月29日
ISBN：ISBN 4-89425-048-9
判形：変形A4書籍 (136p)

### 収録ゲーム
バトルエンジェルRPG
『セーラームーン』を始めとするコスプレスーパーヒロインものを再現するRPG。作者は設楽英一。
コスチュームデザインによって能力値が規定される「人間、見た目システム」が特徴的。コスチュームの見た目の恥ずかしさが羞恥心という形で表現され、「能力値の羞恥心」より「コスチュームの羞恥心の合計」が高い場合は変身直後に判定を必要とし、失敗すると恥ずかしさのあまり動けなくなる。とは言っても「羞恥心が高いコスチュームほど戦闘能力が上がる」と言うセクハラめいたルールが売りであり、作者は『けっこう仮面』が最強形態とRPGマガジンに書いている。そして能力値の成長は羞恥心のみであり、強敵に対抗する為PCは段々と過激な衣装へ変更する事となる。
太陽の警察
刑事ドラマを再現するTRPG。作者は山北篤。
タイトルが示すとおり、『西部警察』のようなパトカーの爆発炎上や『太陽にほえろ!』のような唐突な刑事の殉職など物騒なことが起こりやすい。各キャラクターには「刑事（デカ）パワー」が設定され、「弾切れせずにいくらでも銃撃戦を行える」「仲間のピンチにタイミング良く駆けつける」「『母さんの唄』を歌って容疑者を自白させる（ただし、『母さんの唄』を真面目にワンコーラス歌い切らねばならない）」といった刑事ドラマ的ご都合主義を意図的に起こすことができる。
プレイの最後にPC全員に「次回の殉職者」を無記名投票させるのも特徴的。
プアープレイ
貧乏生活を楽しむファンタジーTRPG。作者は藤浪智之、吉森真吾。
見た目は普通のファンタジーTRPGだが、所々現代日本の物品や概念が入り交じる、パロディあるいはブラックジョーク的な世界である。プレイヤーキャラクターはそんな中で「貧乏な冒険生活」を体験することになる。
タイトルから分るように『パワープレイ』のパロディ。能力値やデータ、判定方法などは『パワープレイ』のルールを基本的に用い、名称などを変えた内容となっている。能力値は「能力費」となり、「食費」「部屋代」などに名称が変わり、装備品は（「剣」相当品が「丸めた新聞紙」や「定規」である等）『パワープレイ』と基本的に同じでありながら「貧乏臭い品物」に変わっている。経験点の配布もパワープレイの「プレイ時間に比例して経験点を与える」というルールのパロディで、「プレイ時間に比例して経験点を与える。ただしその際、経験点を同額の現金で清算すること」というルールのため、プレイヤーは「シナリオを早く終わらせる」ことと「金を稼ぐためにあちこち漁る」ことのジレンマに陥らざるをえない。なお清算しきれなかったPCは破産となり退場させられる。
『パワープレイ』の収録シナリオ「モアイ」のパロディであるミニシナリオ「モヤイ」を収録。付属リプレイの「ミスターレディース・キャンペーン」も、当時の本家の連載リプレイ記事「レディース・キャンペーン」のパロディである。
もう誰も横浜の果てで涙という名の同窓会だけ見えない
1990年代前半に日本で流行し、2000年代には韓流のもとで再びTVを席巻した「ジェットコースタードラマ」のジャンルを再現するためのシステム。作者は松田耕作。
プレイヤーキャラクターたちがとにかく次々と不幸な出来事に巻き込まれ、また、出生の秘密などが次々と明かされていくという独特の展開を、チャートを振るだけで再現可能にしている。ゲーム的には、ロールプレイを通じて相手の社会的立場にダメージを与え抹殺するというマルチゲームの側面を持つ。あらかじめ憎い相手の名を書き込んでおくことで攻撃にボーナスを得られる「『殺ス』リスト」は、記入の機会が限定されているので慎重に記入する必要がある。
学園薔薇ダイス
ボーイズラブをストレートにテーマにした耽美系同性愛RPG。作者は細江ひろみ。
男性のプレイをルールで禁じ、腐女子によるヤオイ創作を念頭に置いたシステム。となっているが、基本的にはボーイズラブをギャグとして楽しむ読み物。であったはずだが、未だ地道に腐女子に愛好されているらしい。システム的にはプレイヤー間対戦ものであり、愛情や肉欲の行動を他プレイヤーに仕掛け、攻めと受けのせめぎあいを経て、いかに相手を「オトす」かを競うことになる。システム自体は簡易なものとなっており、プラネットナイツRPGのような他のシステムと組み合わせて、そのゲームをボーイズラブに染めるといった遊び方も推奨されている。
タイトルは『学園ぱらだいす』のパロディ。現在、ルールはネット公開されている。
悪の秘密結社RPG
仮面ライダーシリーズに出てくるような悪の秘密結社の怪人となるゲーム。作者は松本富之、南郷隆。
ヒーローにばれないように悪事を行ったり、ヒーローと直接対決を挑んだりする。怪人作成用のチャートは非常に充実しており、サイコロを振るだけで素体となった動物、性格、特殊能力などが詳細に決定される。各キャラクターには、組織からの「信頼度」が設定されており、悪事を成功させて信頼度を高めることで、組織での発言力の強化や部下の増員、死亡した時の再生措置といった効果が得られる。
毒薬と短剣
ルネサンス期のイタリアを舞台にした、一族の興亡を描くRPG。作者は宮川健、渕上哲也、片柳歩。
TRPGというよりも一種の国家経営シミュレーションとしての雰囲気がある。マキャベリズムの元となった時代の空気を反映して、行為判定ルールの中に対立や協力関係、カリスマによる威圧といった対人関係の影響が明記されているのが特徴。ファミリーの運営は1ヶ月を1ターンとして行われ、対立陣営の暗殺や病気による行動制限などもルール化されている。

## RPG福袋 '96

### 書誌情報
RPG福袋 '96 RPGアンソロジー
著者：山北篤 ほか
出版：ホビージャパン
価格：定価1,800円（本体1,748円）
発行年：1996年7月1日
ISBN：ISBN 4-89425-113-2
判形：変形A4書籍 (127p)

### 収録ゲーム
大々ハード
『ダイ・ハード』とそれを模倣した無数のハリウッド映画のノリを再現するTRPG。作者はたのあきら。
「ビルや船などの閉鎖空間がテロリストに占拠された」というお約束の展開がコンセプトで、舞台となる閉鎖空間から脱出する一種のダンジョン探索ゲームである。
ゲームプレイの実時間により時間制限が決められていて、1回のプレイに30分とかからない。時間制限がすぎるとゲームオーバーなので映画同様に非常にスリリングな進行になる。
魔法使いの弟子たち
『赤ずきんチャチャ』や『魔法陣グルグル』のようなアバンギャルド風味なコミカルファンタジーをテーマにしたRPG。作者は設楽英一。
PCは魔法使いの弟子になり弟子同士でパーティーを組んで冒険を繰り広げるのだが、このゲームの魔法は全て「その場で何かを召喚する魔法」になっている。
召喚のルールはかなり特徴的で、特定の一文字がダイスでランダムに決定され、その文字を「頭文字」に持つ名前の“何か”をプレイヤーは任意に召喚することができる。召喚物はプレイヤーキャラクターの召喚術の得意分野（建築物や生物など）に属するものでないとならない。つまり、召喚術を使うそのときまで何が召喚されるか全く分からないのである。
ゲイシャ・ガール・ウィズ・カタナ（抄訳版）
「日本を舞台にしたRPGをプレイしている欧米人のゲーマーを、日本人がプレイする」という設定のメタフィクションTRPG。
このゲームのプレイヤーキャラクターは「外国人のゲーマーがプレイしている和風ファンタジーのキャラクター」となる。彼らがプレイしている和風ファンタジー『ゲイシャ・ガール・ウィズ・カタナ』はすさまじく勘違いした日本観をもっている。現代の世界にニンジャやサムライが闊歩し、ハラキリが日常的に行われている世界だ。もちろん空手と禅は国民の義務である。
そんな神秘の国「NIPPON」を表現するためのルールもまた独特で、判定ルールはチンチロリンを基本にしている。役やションベンもルール化されている。
そしてこのゲームの最大の特徴が、これをプレイしている「外国人のゲーマー」はこの日本が現実のものだと思っているという前提である。プレイヤーは「外国人のゲーマー」を演じている限りはこの奇妙な国の風景に突っ込むことは推奨されない。むしろ、自ら知ったかぶりをしてより奇妙な知識を披露することで、ますます奇妙なNIPPONを作り出すことが推奨される。
実は、RPGをプレイしつつ、怪しいNIPPONという世界を作って楽しもうというゲーム。
なお、作者は「A.Mountnorth」となっているが、これは山北篤のこと。
ネット公開されている。
ゲームタイトルは、未邦訳のアメリカ産TRPG「Macho Women with Guns」から採られている。
ぴよぷるん物語
ディスコミュニケーションをテーマにしたTRPG。作者は臼木照晶。
このゲームでプレイされるキャラクターは人間ではなく、全てスライムのような不定形の下等生物である。しかも固体ごとにまったく違う特性があり言語コミュニケーションが出来ないという設定になっている。
キャラクターはゲーム中は「ぴよん」や「ぷるん」などの意味をもたない単語（ランダムで決定）しか発することができない。このルールはプレイヤーにも適用され、「キャラクター間の意思疎通」は発音できる単語のイントネーションと身振り手振りだけで行う必要がある。
怪盗三世!
現代を舞台にした怪盗もののジャンルを再現するTRPG。作者は水木智。一般公募から採用された作品である。
怪盗ものらしく、判定にはトランプが使用される。トランプのスートによりそのシーンの雰囲気がギャグ風味になったりシリアス風味になったりするのが特徴。キャラクター側にも、そのキャラがギャグ体質かシリアス体質かが設定されており、カードの出し方で場の流れを掴むことが必要になる。
戦え! 正義の巨大ロボットRPG
その名の通り、巨大ロボットものをテーマにしたTRPG。作者は南郷隆。
福袋作品には珍しく大量のデータが掲載されており、それを組み合わせロボットを構築していくゲーム。命中判定について、ロボットのシルエットが描かれたキャラクターシートの上でサイコロを転がし、シルエットのどの位置にサイコロが留まったかで命中部位を決定するという独特のルールが採用されている。
のちに破壊せよ!悪のロボット軍団RPGという続編も登場した。

### 付録
『RPG福袋 '96』には、単独のゲームとは別に、どんなゲームシステムにも組み込める汎用ツールが2つ掲載されている。
悪のお代官様と愉快なやつらども!
プレイヤーキャラクターごとに定められた6つのセリフを“数多く”“ドラマティックに”語り、それによって得られる得点を競うというルールで、他の既存のRPGシステムに実装することで、「悪役のお約束セリフ」をしゃべることにゲーム的な意味をもたせることができる。
Tony Tani Tune（トニー谷調で）
キャラクターの名前によりキャラクターの能力に修正をあたえることができるルール。

## TRPGスーパーセッション大饗宴

### 書誌情報
TRPGスーパーセッション大饗宴
著者：山北篤、山本弘、高平鳴海、和栗朗、鈴木銀一郎、設楽英一
出版：エンターブレイン
価格：定価3,000円（本体2,857円）
発行年：2002年5月25日
ISBN：ISBN 4-7577-0868-8
判形：B5判 (176p)

### 収録ゲーム
英雄戦隊セイギレンジャー
戦隊ヒーローのTV番組作成をテーマにしたメタフィクションTRPG。作者は山北篤。
『RPG福袋 '93』収録の『英雄戦隊セイギマンRPG』の続編と言うことになっているが、実際はまったくの別ゲームである。
ゲームの目的は1回のセッションで設定された時間内で、全52話のTVドラマの最終話をプレイすることである。ゲームはすごろくのようなボードを用い、それぞれのマスが1話から52話までをあらわしている。1話分をクリアする（1話分は数十分でクリアできる）ごとに、サイコロを振りマス目をすすめていく。そしてとまった話数のストーリーをプレイすることになる（つまりとまらなかったマスに対応する話はプレイしなくていい）。
52話分のストーリーはあらかじめ決められていてGMはそれを基本に演出することになる。ただし、展開はそれまでの話により大きく変わることはままある。
特徴的なルールに「スポンサー」がある。セイギレンジャーは資金難なので、そのままでは活動に支障がある。そこで、主人公たちは自分たちの活躍を撮影し、ヒーローものとして放映するという方法に出た。そして、スポンサーから資金を得て、新たなメカや必殺技を開発する。このため、あらかじめ決定した番組スポンサーに関係する小物をセッション内でさりげなく広告しなければならない。さもなければ、パワーアップする敵（敵の能力は、現在の話数で決まる）に対抗できないのだ。
元気全開! 〜スーパー少年少女RPG〜
プレイヤーキャラクターが全員「小学生」であることにひたすらこだわったTRPG。作者は山本弘。
小学生が主人公のアニメのノリの再現をテーマにしており、子供であるがゆえの利益と不利益がシステム化されている。
山本弘が「ゲームデザイン」を行った唯一の商業ベースのTRPGである。
モンスターメーカー戦記 〜ロード・トゥ・ヴァルハラ〜
『モンスターメーカー』をテーマにしたシミュレーションRPG。作者は鈴木銀一郎。
コピーして使用するヘックスマップとカラーコマが付属しており、それを使ってモンスターメーカー世界の戦場を体験する。
ルールはかなり軽く、ウォー・シミュレーションゲームの入門としての位置もある。
また、2004年にこのルールのバージョンアップともいえるゲーム『モンスターメーカーレジェンド』が国際通信社より単独で発売されている。
サバイバー 〜孤島からの生還〜
無人島漂流ものをテーマにしたTRPG。作者は高平鳴海。
TRPGというよりもボードゲームに近く、仲間と協力したり足をひっぱりあいながら、食料や水を集めながら救助まで生き残るゲームである。
Heroes & Heloines 〜へろへろファンタジー〜
ファンタジーRPGのハック・アンド・スラッシュな楽しさを手軽に再現することをテーマにしたTRPG。作者は和栗朗。
二次創作的なノリもなくイロモノでもないごく真っ当なTRPGであり、『福袋』のゲームの中では『RPG福袋 '94』の『毒薬と短剣』に並んで異彩を放っているゲームである。
プレイヤーキャラクターやモンスターが全てカード（ルールブックに収録されている）の組み合わせによって表現されていることが特徴で、これにより、トレーディングカードゲームのようなスピーディな戦闘が楽しめる。
Burnin' X'mas 〜たたかうサンタさん〜
『T・Pぼん』と『頭文字D』を混ぜ合わせてサンタクロース風味にしたイロモノ中のイロモノなTRPG。作者は設楽英一。
プレイヤーキャラクターたちは、時空を超越して存在する「サンタクロース」もしくは「トナカイ」であり、特定の時代、特定の場所に対して、ターゲットに夢と希望を“強制的に”届けることが目的になる。
届ける最中には、ライバルサンタの妨害やら歴史の復元機能やら、様々な障害がたちふさがるため、サンタクロースは殺人鬼一歩手前の強靭な戦闘能力、トナカイはスピード狂としてのソリの操縦能力が必須になる。
プレゼントを届けるまでの展開は独特のチェイスルールにより表現され、レースものRPGとしての側面も持つ。
付属シナリオは「織田信長に桶狭間の戦いでの“勝利”をプレゼントしにいく」というもの。